# Revolução na Cozinha: Qualquer Um Pode Aprender a Cozinhar em 24 Horas
Revolução na Cozinha: Qualquer Um Pode Aprender a Cozinhar em 24 Horas (em inglês: Jamie's Food Revolution: Rediscover How to Cook Simple, Delicious, Affordable Meals) é o nono livro de culinária do chef britânico Jamie Oliver, apresentando receitas conhecidas em versões simplificadas.
Traduzido e lançado no Brasil em 2009 pela Editora Globo, o livro foi o décimo nono mais vendido no Brasil em 2009 na categoria "Não-ficção", conforme levantamento da Revista Veja.